# 브라운 폭포
브라운 폭포(Browne Falls)는 뉴질랜드 남섬 피오르드랜드 국립공원 다우트풀 사운드 근처에 있는 폭포이다.
브라운 폭포는 뉴질랜드 피오르드랜드 국립공원에 위치한 더풀 사운드(Doubtful Sound) 위의 폭포이다. 온대 우림에서 폭포는 홀 암(Hall Arm) 근처의 피오르드까지 폭포처럼 떨어진다. 619미터와 836미터의 높이가 폭포에 주어졌다. 이것들의 수원은 브라운 호수(해발 836m)라고 불리는 작은 호수로 가득차면 산면의 측면 아래로 범람한다. (서덜랜드의 수원과 유사) 하천은 수평차 1,130m에 고저차 836m를 만들어 하천의 평균 경사도는 42도이다. 이 비교적 낮은 각도는 폭포를 덜 인상적으로 만든다.
이 폭포는 뉴질랜드에서 가장 높은 폭포라는 제목의 두 후보 중 하나이다. 다른 하나는 역시 피오르드랜드에 있는 엘리자베스 섬 뒤의 호수에서 공급된다.
이 폭포는 1940년대에 피오르드랜드 상공을 비행하면서 브라운 호수와 관련 폭포를 발견한 선구적인 항공 사진작가 빅터 칼라일 브라운(Victor Carlyle Browne)의 이름을 따서 명명되었다.